# Danh sách sự kiện truyền thông của Apple Inc.

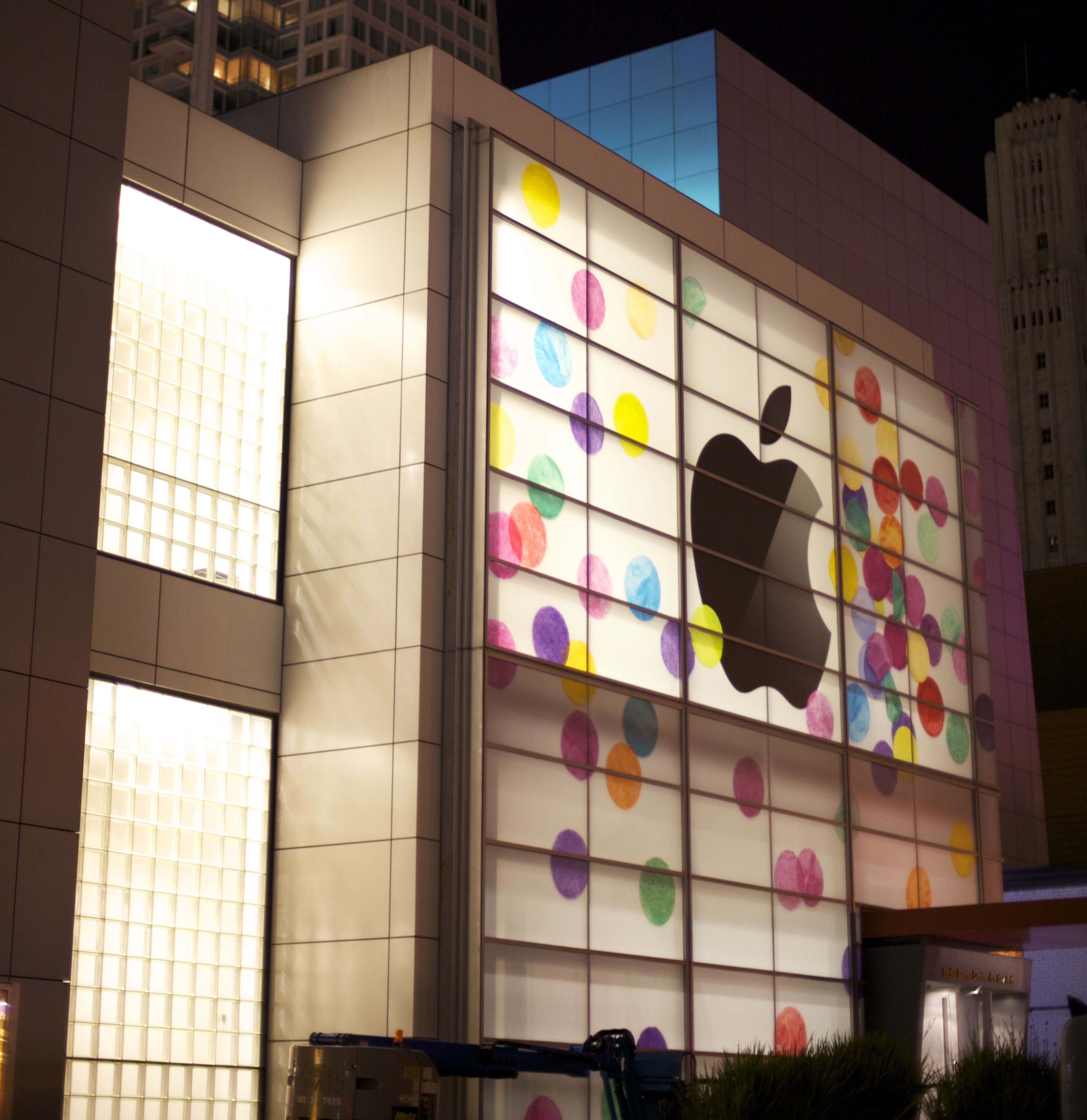
Bên ngoài của Trung tâm Nghệ thuật Yerba Buena được chuẩn bị sẵn sàng cho ngày 2 tháng 3 năm 2011, ra mắt iPad 2 của Apple

Apple Inc. đã công bố các sản phẩm mới, các sản phẩm được thiết kế lại cũng như các bản nâng cấp của các phần mềm thông qua các cuộc họp báo, trong khi các bản cập nhật nhỏ thường diễn ra thông qua các thông cáo báo chí trên Apple Newsroom. Các cuộc họp báo trong lịch sử đã thu hút được một lượng lớn người theo dõi trên các phương tiện truyền thông truyền thống và trực tuyến. Các chi tiết của sự kiện thường được giữ bí mật để tạo tiếng vang và chỉ được tiết lộ trong sự kiện, mặc dù các dòng giới thiệu sự kiện đôi khi đưa ra gợi ý. Những sự kiện này thường được phát trực tiếp trên trang web của Apple và trong những năm gần đây là kênh YouTube của hãng. Video phát lại hầu hết các sự kiện của Apple kể từ năm 2007 đều có trên podcast "Apple Events" của Apple.
Apple thường công bố các sản phẩm mới tại Hội nghị các nhà phát triển toàn cầu của Apple (WWDC) hàng năm, mặc dù nó chủ yếu tập trung vào phần mềm.

## Địa điểm
- Moscone West [en], San Francisco
- Yerba Buena Center for the Arts [en], San Francisco
- Thính phòng Bill Graham Civic [en], San Francisco
- Flint Center [en], Cupertino
- Trung tâm hội nghị McEnery [en], San Jose
- Steve Jobs Theater (Apple Park), Cupertino
- Trực tuyến (2020–2023)

## 1999

### Macworld NY 1999
Macworld New York 1999 diễn ra vào tháng Bảy. Apple ra mắt iBook với tùy chọn mạng không dây.

## 2000
Có nhiều sự kiện Macworld vào năm 2000.

### Macworld 2000 San Francisco
Macworld 2000 được tổ chức vào ngày 5 tháng 1 năm 2000 tại San Francisco.
Macworld 2000 tại San Francisco có sự ra mắt của giao diện người dùng "Aqua" mới và công cụ đồ họa "Quartz" của Mac OS X, và thông báo của Jobs rằng phiên bản đầu tiên của nó sẽ được phát hành vào tháng 1 năm 2001 sau bản xem trước phát hành cuối cùng. Jobs cũng thông báo rằng ông đã được thăng chức thành Giám đốc điều hành toàn thời gian của Apple.

## 2004

### Macworld 2004
Macworld 2004 được tổ chức tại San Francisco.

### WWDC 2004
WWDC 2004 được Apple công bố vào ngày 4 tháng 5 năm 2004, sẽ được tổ chức vào ngày 28 tháng 6 năm 2004 lúc 10:00 sáng tại San Francisco.
Tại sự kiện này, các Màn hình Rạp chiếu phim mới với đầu nối DVI đã được công bố. Mac OS X Tiger đã được công bố cùng với các tính năng mới.

## 2005

### MacWorld 2005 (Tháng 1/2005, San Francisco)
iPod Shuffle đã được công bố, cùng với các sản phẩm khác.
Mac Mini, iLife '05 và iWork đã được công bố.
Tại sự kiện này, Steve Jobs gọi năm 2005 là "năm chỉnh sửa video HD".

### WWDC 2005 (Ngày 6–10 tháng 6 năm 2005)
Sau khi cập nhật thị trường cơ bản, Jobs thông báo rằng Apple sẽ chuyển đổi nền tảng Macintosh sang bộ vi xử lý Intel x86 sau khi sử dụng PowerPC trong hơn một thập kỷ. Bài phát biểu có sự góp mặt của các nhà phát triển từ Wolfram Research, những người đã thảo luận về trải nghiệm của họ khi chuyển Mathicala sang Mac OS X trên nền tảng Intel. Hội nghị bao gồm 110 phiên trong phòng thí nghiệm và 95 phiên trình bày, trong khi hơn 500 kỹ sư của Apple đã có mặt cùng với 3.800 người tham dự từ 45 quốc gia. Ban nhạc The Wallflowers biểu diễn tại khuôn viên Apple.

## 2006

### MacWorld 2006 (Tháng 1/2006)
Tại sự kiện này, Apple đã giới thiệu những chiếc máy tính chạy Intel đầu tiên của mình là iMac và MacBook Pro.

### Apple Special Event (28 tháng 2 năm 2006)
Tại Sự kiện đặc biệt của Apple vào ngày 28 tháng 2 năm 2006, Steve Jobs đã công bố hệ thống loa iPod_Hi-Fi tại trung tâm hội nghị Town Hall ở Cupertino.

### WWDC 2006 (7–11 tháng 8 năm 2006)
Năm 2006, Steve Jobs một lần nữa có bài thuyết trình quan trọng tại WWDC, được tổ chức từ ngày 7 tháng 8 đến ngày 11 tháng 8 tại Moscone Center West, San Francisco. Mac Pro được công bố là sản phẩm thay thế cho Power Mac G5, là máy tính để bàn chuyên nghiệp trước đây của Apple và là máy Mac dựa trên PowerPC cuối cùng còn lại. Mac Pro tiêu chuẩn có hai bộ xử lý Xeon (Woodcrest) lõi kép 2,66 GHz, RAM 1 GB, ổ cứng 250 GB và card đồ họa 256 MB. Bản nâng cấp Xserve, dựa trên Xeons lõi kép, cũng đã được công bố. Nguồn dự phòng và Lights Out Management là những cải tiến sản phẩm tiếp theo cho dòng máy chủ của Apple. Trong khi một số cải tiến chính của Mac OS X không được tiết lộ, có 10 cải tiến trong phiên bản tiếp theo, Mac OS X Leopard (10.5), bao gồm: hỗ trợ ứng dụng 64-bit đầy đủ, Time Machine (macOS), Boot Camp (software), Front Row (software), Photo Booth, Spaces (Máy ảo), cải tiến Spotlight (Apple), Core Animation, cải tiến Universal Access, cải tiến Apple Mail và cải tiến Dashboard (macOS) (bao gồm Dashcode) và cải tiến iChat. Cùng với các tính năng của Leopard đã được công bố, một bản sửa đổi lớn cho sản phẩm Mac OS X Server đã được công bố. Các tính năng mới của Máy chủ bao gồm: quy trình thiết lập đơn giản hóa, Máy chủ iCal (dựa trên tiêu chuẩn CalDAV), Apple Teams (một bộ dịch vụ cộng tác dựa trên web), Spotlight Server và Podcast Producer. WWDC 2006 đã thu hút 4.200 nhà phát triển từ 48 quốc gia, trong khi có 140 phiên và 100 phòng thí nghiệm thực hành dành cho nhà phát triển. Hơn 1.000 kỹ sư của Apple đã có mặt tại sự kiện này và DJ BT đã biểu diễn tại Apple Campus ở Cupertino.

### Apple Special Event (12 tháng 9 năm 2006)
Apple đã công bố Apple TV (tên mã iTV vào thời điểm đó) tại sự kiện này, cùng với những cải tiến cho dòng sản phẩm iPod của họ.

## 2007

### Macworld Conference & Expo San Francisco 2007 (9 tháng 1 năm 2007)
Địa điểm: Moscone West, San Francisco, California
Dẫn chương trình: Steve Jobs, CEO của Apple
Diễn giả:
- Phil Schiller, Phó chủ tịch cấp cao Tiếp thị sản phẩm toàn cầu, Apple Inc.
- Tiến sĩ Eric Schmidt, Giám đốc điều hành, Google
- Jerry Yang, đồng sáng lập và Giám đốc Yahoo!, Yahoo!
- Stan Sigman, Giám đốc điều hành, Cingular

Mô tả tập podcast: "Hãy xem Giám đốc điều hành của Apple, Steve Jobs khai mạc Hội nghị & Triển lãm Macworld 2007 với bài phát biểu quan trọng từ Moscone West, San Francisco. Hãy xem những phát triển mới thú vị tại Apple, bao gồm việc bổ sung các bộ phim Paramount vào iTunes, Apple TV, cho phép bạn phát tất cả nội dung iTunes từ máy Mac hoặc PC của mình trên TV không dây và iPhone là tiên phong. Sản phẩm mang tính cách mạng này là một chiếc iPod màn hình rộng có điều khiển cảm ứng, một điện thoại di động và một thiết bị liên lạc Internet tất cả trong một."
Thông tin đáng chú ý:
- Một năm sau khi công bố quá trình chuyển đổi từ PowerPC sang bộ xử lý Intel, Jobs gọi quá trình chuyển đổi là "sự chuyển đổi suôn sẻ và thành công nhất mà chúng tôi từng thấy trong lịch sử ngành của chúng tôi".
- Jobs thông báo rằng hơn một nửa doanh số bán máy Mac mới là dành cho "người chuyển đổi" - những người dùng chưa từng sở hữu máy Mac trước đây.
- Quảng cáo: "Tôi là máy Mac, tôi là PC" về việc nâng cấp Windows lên Vista.
- Jobs tuyên bố iPod đã trở thành "máy nghe nhạc phổ biến nhất thế giới" và iPod nano là "máy nghe nhạc MP3 phổ biến nhất thế giới" và iPod shuffle là "máy nghe nhạc MP3 đeo được nhiều nhất thế giới".
- 2 tỷ bài hát (tích lũy) được mua và tải xuống từ iTunes.
- 5 triệu bài hát được mua và tải xuống mỗi ngày từ iTunes.
- Apple trở thành nhà bán lẻ âm nhạc lớn thứ 4 sau Walmart, Best Buy và Target - vượt qua Amazon.
- Hơn 350 chương trình truyền hình hiện được cung cấp trên iTunes với 50 triệu chương trình truyền hình được mua và tải xuống. 1,3 triệu phim được mua và tải xuống.
- Jobs thông báo Paramount sẽ tham gia với tư cách là đối tác bán phim trên iTunes. Tổng cộng có 250 bộ phim hiện được cung cấp trên iTunes.
- Jobs thông báo rằng tính đến tháng 11 năm 2006, NPD báo cáo rằng iPod chiếm 62% thị phần thiết bị nghe nhạc di động.
- Quảng cáo: 2 phiên bản quảng cáo iPod "silhouette" có Flathead của The Fratellis.
- Cập nhật trên Apple TV (trước đây là iTV) với bản demo. Có giá 299 đô la và sẽ được giao vào tháng sau ("tháng 2"). Đơn đặt hàng có sẵn sau bài phát biểu quan trọng.
- Giới thiệu iPhone, "một sản phẩm mang tính cách mạng thay đổi mọi thứ". "Hôm nay Apple sẽ phát minh lại điện thoại."
- Giới thiệu "Multi-Touch", một giao diện người dùng được cấp bằng sáng chế được sử dụng trên iPhone.
- Mẫu iPhone 4 GB đầu tiên ra mắt với giá 499 USD kèm theo hợp đồng 2 năm. Model 8 GB sẽ ra mắt với giá 599 USD kèm theo hợp đồng 2 năm.
- Những chiếc iPhone đầu tiên sẽ được giao hàng tại Hoa Kỳ vào tháng Sáu.
- Apple hợp tác với Cingular với tư cách là đối tác độc quyền cho iPhone.
- Đổi tên "Apple Computer, Inc" thành "Apple Inc." để nhận ra sự thay đổi từ một công ty máy tính sang một công ty công nghệ rộng lớn hơn.

Ngày hôm sau, cổ phiếu của Apple đạt 97,80 đô la, mức cao nhất mọi thời đại vào thời điểm đó. Vào tháng 5, giá cổ phiếu của Apple đã vượt mốc 100 USD.

### WWDC 2007 (11–15 tháng 6 năm 2007)
WWDC 2007 được tổ chức từ ngày 11 tháng 6 đến ngày 15 tháng 6. Trong sự kiện này, Apple đã công bố việc phát hành iPhone OS 1, cũng như iPhone (thế hệ 1).

### Special Event 2007 (7 tháng 8 năm 2007)
Apple giới thiệu iMac dựa trên Aluminum mới của Intel.

### Apple Music Event 2007 (5 tháng 9 năm 2007)
Sự kiện được gọi là "The Beat Goes On". Apple đã công bố iPod touch thế hệ đầu tiên.

## 2008

### Macworld Conference & Expo San Francisco 2008 (16 tháng 1 năm 2008)
Địa điểm: Moscone West, San Francisco, California
Dẫn chương trình: Steve Jobs, CEO của Apple
Diễn giả:
- Jim Gianopulos, Chủ tịch & Giám đốc điều hành, 20th Century Fox
- Paul Otellini, Giám đốc điều hành, Intel

Mô tả tập podcast: "Hãy xem Giám đốc điều hành Apple, Steve Jobs khai mạc Macworld Conference & Expo 2008 với bài phát biểu quan trọng đề cập đến những phát triển thú vị tại Apple, bao gồm cả MacBook Air và việc bổ sung dịch vụ cho thuê phim vào iTunes và trên Apple TV."
Thông tin đáng chú ý:
- Quảng cáo: "Tôi là Mac, tôi là PC" quảng cáo về năm 2007, kế hoạch của PC cho năm 2008.
- Jobs báo cáo 5 triệu bản Mac OS X Leopard đã được phân phối trong 3 tháng đầu tiên. 19% người dùng Mac OS X sử dụng Leopard, 81% vẫn sử dụng Tiger.
- Microsoft đã bắt đầu vận chuyển Microsoft Office cho Mac 2008.
- Jobs đã giới thiệu Time Capsule, một thiết bị sao lưu Time Machine không dây dựa trên và bao gồm cả AirPort Extreme. 2 cấu hình sẽ xuất xưởng: 500 GB ở mức 299 đô la, 1 TB ở mức 499 đô la. Sẽ xuất xưởng vào tháng Hai.
- Quảng cáo: "Tôi là Mac, tôi là PC" quảng cáo về Time Capsule.
- Jobs báo cáo 4 triệu chiếc iPhone đã được bán trong 200 ngày chúng được vận chuyển.
- Báo cáo của Gartner cho quý 3 năm 2007 cho thấy iPhone đứng thứ 2 (19,5%) trong Thị phần điện thoại thông minh ở Mỹ, sau RIM (Blackberry) (39,0%).
- Jobs đề cập đến Bộ phát triển phần mềm (SDK) cho iPhone.
- Jobs đã nói về các tính năng mới trong bản phát hành phần mềm iPhone đã được phát hành vào ngày hôm đó. iPod Touch nhận các ứng dụng và bản cập nhật phần mềm mới với giá 20 đô la.
- Apple đã bán được hơn 4 tỷ bài hát trên iTunes. 20 triệu bài hát được bán vào ngày Giáng sinh.
- Apple đã bán được hơn 125 triệu chương trình truyền hình trên iTunes.
- Apple đã bán được hơn 7 triệu bộ phim trên iTunes.
- Jobs đã giới thiệu dịch vụ cho thuê phim trên iTunes. Ra mắt với hơn 1000 phim. Phim mới có sẵn sau 30 ngày kể từ ngày phát hành DVD. Giá thuê từ $2,99 đến $3,99.
- Jobs đã giới thiệu bản cập nhật Apple TV mang tên "Take 2", một bản nâng cấp phần mềm miễn phí, không cần máy tính nữa. Giá giảm từ $299 xuống còn $229.
- Jobs giới thiệu MacBook Air - "máy tính xách tay mỏng nhất thế giới". MacBook Air ra mắt với HDD 80 GB tiêu chuẩn hoặc SSD 64 GB tùy chọn. MacBook Air sẽ ra mắt với giá $1799. Việc vận chuyển bắt đầu 2 tuần kể từ bài phát biểu quan trọng.
- Quảng cáo: Quảng cáo "phong bì" MacBook Air có New Soul của Yael Naïm.
- Jobs đưa ra thông tin cập nhật về cam kết của Apple trong việc có trách nhiệm hơn với môi trường.

### iPhone Software Roadmap Event (6 tháng 3 năm 2008)
Apple đã công bố công nghệ push trong iPhone OS, iPhone SDK và iPhoneOS 2.0.

### WWDC 2008 (9–13 tháng 6 năm 2008)
Các thông báo  bài phát biểu quan trọng bao gồm App Store cho iPhone và iPod Touch, phiên bản ổn định của iPhone SDK, phiên bản 3G được hỗ trợ của iPhone dành cho thị trường Toàn cầu, phiên bản 2.0 của iPhone OS, Mac OS X Snow Leopard (10.6) và việc thay thế/đổi thương hiệu của .Mac thành MobileMe.

### Apple Special Event (9 tháng 9 năm 2008)
Các bản cập nhật trên iTunes và các bài nhạc mới từ thông báo của Jobs, loại bỏ iPod Classic có hệ số hình thức lớn hơn với dung lượng ổ cứng tăng lên trên iPod Classic còn lại và iPod Nano mới. Tại sự kiện này, Jobs cũng nói đùa rằng "các báo cáo về cái chết của tôi đã bị phóng đại quá mức".

## 2009

### WWDC (8–12 tháng 6 năm 2009)
Các thông báo tại bài phát biểu quan trọng bao gồm việc phát hành phần mềm iPhone OS 3.0 được công bố cho các nhà phát triển vào tháng 3, trình diễn Mac OS X Snow Leopard (10.6), MacBook Pro 13" mới, các bản cập nhật cho MacBook Pro 15" và 17" và iPhone 3GS mới.

### Apple Special Event (9 tháng 9 năm 2009)
Các thông báo tại bài phát biểu quan trọng bao gồm việc phát hành iTunes 9, khả năng mua Nhạc chuông cho iPhone, iTunes LP, iPod nano thế hệ thứ 5, iPod touch thế hệ thứ 3 và iPod classic 160GB thế hệ thứ 6 mỏng hơn.

## 2010

### Apple Special Event (27 tháng 1 năm 2010)
iPad được Steve Jobs công bố vào ngày 27 tháng 1 năm 2010 tại một cuộc họp báo của Apple tại Trung tâm Nghệ thuật Yerba Buena ở San Francisco.
Jobs sau đó nói rằng Apple đã bắt đầu phát triển iPad trước iPhone, nhưng tạm thời gác lại những nỗ lực khi nhận ra rằng ý tưởng của họ cũng sẽ hoạt động tốt trên điện thoại di động. Tên mã nội bộ của iPad là K48, được tiết lộ trong vụ kiện xung quanh việc rò rỉ thông tin iPad trước khi ra mắt.

### Apple Special Event (8 tháng 4 năm 2010)
Steve Jobs trình bày tại sự kiện. Apple tiết lộ iOS 4 (khi đó được gọi là iPhone OS 4). Trong mô tả của Apple, nó bao gồm "hơn 100 tính năng người dùng mới dành cho chủ sở hữu iPhone và iPod Touch. Và đối với các nhà phát triển, bộ công cụ phát triển phần mềm (SDK) mới cung cấp hơn 1500 API mới để tạo ra các ứng dụng thậm chí còn mạnh mẽ, sáng tạo và tuyệt vời hơn.

### WWDC 2010 (7–11 tháng 6 năm 2010)
Vào ngày 7 tháng 6 năm 2010, Jobs công bố iPhone 4. Ngoài ra, hệ điều hành iPhone được đổi tên thành iOS. Ứng dụng FaceTime và iMovie dành cho ứng dụng iPhone cũng đã được công bố.

### Apple Special Event (1 tháng 9 năm 2010)
Steve Jobs đã hé lộ iOS 4.1, iOS 4.2 Preview, Shuffle thế hệ thứ 4, Nano thế hệ thứ 6, iPod Touch thế hệ thứ 4, iTunes 10 với Ping. và Apple TV thế hệ thứ 2.

### Sự kiện 'Back to the Mac' của Apple (20 tháng 10 năm 2010)
Bản xem trước của Mac OS X Lion đã được hé lộ, bao gồm các yếu tố thiết kế được cập nhật lấy cảm hứng từ iPad. Steve Jobs đã khai mạc sự kiện.
iLife '11 đã được công bố, bao gồm các phiên bản cập nhật iPhoto, iMovie và Garageband. Gerhard Lengeling, Giám đốc cấp cao về mảng Ứng dụng sáng tạo âm nhạc tại Apple đã giúp đưa ra bản demo phiên bản mới của Garageband. iLife '11 được thông báo là miễn phí với mọi máy Mac mới và 49 USD cho các máy Mac hiện có.
Sự chú ý được dành cho FaceTime. Steve Jobs thông báo rằng Apple đã xuất xưởng 19 triệu thiết bị có khả năng FaceTime (iPod touch và iPhone) kể từ tháng 6 năm 2010, khi FaceTime lần đầu tiên ra mắt. FaceTime cho Mac đã được công bố.

## 2011

### Apple Special Event (2 tháng 3 năm 2011)
Apple đã gửi lời mời tới các nhà báo vào ngày 23 tháng 2 năm 2011, cho một sự kiện truyền thông vào ngày 2 tháng 3. Giám đốc điều hành Apple Steve Jobs đã tiết lộ thiết bị iPad 2 tại Trung tâm Nghệ thuật Yerba Buena vào ngày 2 tháng 3 năm 2011, mặc dù đang trong thời gian nghỉ chữa bệnh.

### WWDC 2011 (6–10 tháng 6 năm 2011)
Mac OS X Lion, iOS 5, dịch vụ lưu trữ đám mây iCloud và iTunes Match đã được công bố.
Steve Jobs đã khai mạc sự kiện. Phil Schiller đã đề cập đến các tính năng mới của Mac OS X Lion, chẳng hạn như cuộn cảm ứng đa điểm mới và thay đổi cách xử lý các ứng dụng toàn màn hình. Đây là sự kiện cuối cùng được Steve Jobs tổ chức.

### Apple Special Event (4 tháng 10 năm 2011)
Vào ngày 4 tháng 10 năm 2011, Apple đã tổ chức một sự kiện truyền thông trong đó giới thiệu Find My Friends, làm mới lại dòng iPod Nano và iPod Touch, đồng thời giới thiệu iPhone 4s cùng với trợ lý ảo Siri hoàn toàn mới. Sự kiện này được dẫn dắt bởi Tim Cook.

## 2012

### Apple Special Event (7 tháng 3 năm 2012)
Vào ngày 28 tháng 2 năm 2012, Apple đã công bố một sự kiện truyền thông dự kiến diễn ra vào ngày 7 tháng 3 năm 2012 tại Trung tâm Yerba Buena. Apple không tiết lộ bất kì điều gì được công bố tại sự kiện này nhưng nhiều người dự đoán đây sẽ là một phiên bản mới của iPad. Cũng có tin đồn rằng Apple có thể phát hành một hộp giải mã truyền hình mới. Thông báo này đã ảnh hưởng đến thị trường bán lại máy tính bảng và giá cổ phiếu của Apple đã chạm tới mức giá đóng cửa kỷ lục vào cùng ngày với Chỉ số trung bình công nghiệp Dow Jones chạm tới giá đóng cửa trên 13.000 kể từ Cuộc khủng hoảng tài chính toàn cầu.
Bài phát biểu bắt đầu lúc 10 giờ sáng theo giờ PST (18:00 UTC) với việc Tim Cook giới thiệu iOS 5.1, phiên bản tiếng Nhật của Siri và Apple TV thế hệ thứ 3 trước iPad thế hệ thứ 3. Eddy Cue đã trình diễn bản demo của giao diện Apple TV mới. Tại sự kiện truyền thông, Tim Cook đã nói về một 'thế giới hậu PC', một thế giới mà máy tính cá nhân không còn là trung tâm của cuộc sống số của con người và iPad thế hệ thứ 3 sẽ là một trong những nhân tố đóng góp chính cho 'thế giới hậu PC'.

## 2023

### WWDC 2023 (5–9 tháng 6 năm 2023)
WWDC 2023 được tổ chức từ ngày 5/6 đến ngày 9/6. Cũng giống như WWDC 2020, được tổ chức từ ngày 22/6 đến ngày 26/6, WWDC 2021, được tổ chức từ ngày 7/6 đến ngày 11/6 và WWDC 2022, được tổ chức từ ngày 6/6 đến ngày 10/6, cũng đã diễn ra trực tuyến và với trải nghiệm trực tiếp tại Apple Park.  Các thông báo về phần cứng tại bài phát biểu quan trọng của sự kiện đặc biệt trực tuyến vào ngày 5 tháng 6 bao gồm MacBook Air 15 inch, Mac Studio thế hệ tiếp theo với chip kép M2 Max và M2 Ultra, một phiên bản  Mac Pro mới được nâng cấp với chip M2 Ultra và Apple Vision Pro, kính thực tế ảo tăng cường mới cũng có chip kép Apple M2 và Apple R1. Các thông báo về phần mềm bao gồm iOS 17, iPadOS 17, macOS Sonoma, watchOS 10, tvOS 17 và hệ điều hành visionOS cho Apple Vision Pro.

### Apple Event (12 tháng 9 năm 2023)
Apple đã chính thức công bố sự kiện thường niên tháng 9 của họ vào ngày 29 tháng 8 năm 2023 với khẩu hiệu "Wonderlust". Nó sẽ diễn ra trực tuyến cùng với trải nghiệm trực tiếp tại Apple Park. Apple dự kiến sẽ công bố Apple Watch X, iPhone 15, iPhone 15 Plus, iPhone 15 Pro, iPhone 15 Pro Max hoặc iPhone 15 Ultra, v.v. tại sự kiện. Toàn bộ dòng iPhone 15 sẽ chuyển sang USB-C, thay thế cho cổng Lightning đã 11 năm tuổi khi bắt đầu được sử dụng từ iPhone 5 và sẽ kết thúc với dòng iPhone 14, khiến chúng trở thành những chiếc iPhone cuối cùng sử dụng cổng Lightning, được biết sự thay đổi trên do tuân thủ các quy định mới của EU. iOS 17, iPadOS 17, watchOS 10 và tvOS 17 được phát hành sáu ngày sau sự kiện, vào ngày 18 tháng 9.

### Apple Event (30 tháng 10 năm 2023)
Một sự kiện của Apple được tổ chức vào ngày 30 tháng 10 năm 2023 với khẩu hiệu "Nhanh dựng tóc gáy (Scary fast)", lúc 5 giờ chiều theo Giờ chuẩn Thái Bình Dương, đây là sự kiện ban đêm đầu tiên của Apple. Sự kiện giới thiệu các mẫu MacBook Pro và iMac với chip Apple M3. Đây là sự kiện kỹ thuật số đầu tiên của Apple được quay bằng iPhone.

## 2024

### Apple Event (7 tháng 5 năm 2024)
Sự kiện đầu tiên của Apple trong năm 2024 được diễn ra vào lúc 7 giờ sáng (giờ PST) ngày 7 tháng 5 với khẩu hiệu "Let Loose.". Sự kiện tập trung chủ yếu vào dòng máy tính bảng iPad, bao gồm việc giới thiệu iPad Pro (thế hệ thứ 7) được trang bị dòng chip M4 mới, iPad Air (thế hệ thứ 6), Magic Keyboard 2 và Apple Pencil Pro.

### WWDC 2024 (10–14 tháng 6 năm 2024)
WWDC 2024 được tổ chức từ ngày 10 tháng 6 đến ngày 14 tháng 6. Sự kiện diễn ra trực tuyến cùng với việc kết hợp trải nghiệm trực tiếp tại Apple Park. Tại sự kiện này, Apple giới thiệu và cho ra mắt iOS 18, iPadOS 18, watchOS 11, tvOS 18, visionOS 2, macOS Sequoia và Apple Intelligence dành cho trí tuệ nhân tạo.

### Apple Event (9 tháng 9 năm 2024)
Vào ngày 26 tháng 8 năm 2024, Apple đã thông báo rằng sự kiện tiếp theo của họ sẽ được diễn ra vào lúc 10 giờ sáng (giờ PST) ngày 9 tháng 9 với khẩu hiệu "It's Glowtime". Apple đã công bố dòng iPhone 16 được trang bị chip A18, iPhone 16 Pro trang bị chip A18 Pro, AirPods 4, Apple Watch Series 10 và các sản phẩm khác tại sự kiện của họ.